# Маєвич Віталій Степанович
Віталій Степанович Маєвич (рум. Vitali Maevici; нар. 3 лютого 1976, Українська РСР) — молдовський футболіст, захисник. Виступав за національну збірну Молдови.

## Клубна кар'єра
У 1992 році підписав контракт з українським клубом «Сокіл» (Золочів), за який провів один матч у Кубку України. Далі грав за «Ністру» (Атаки) і «Шериф». У 1999 році перейшов в «Уралан», за який у чемпіонаті Росії дебютував 14 серпня в виїзному матчі 20-го туру проти «Торпедо». Наступного сезону перейшов в «Аланію», за яку в чемпіонаті Росії дебютував 15 липня 2000 в домашньому матчі 17-го туру проти «Ротора». Далі грав за «Ністру». З 2003 по 2009 рік грав за аматорські клуби України.

## Кар'єра в збірній
З 1998 по 2001 рік виступав за національну збірну Молдови, провів 5 матчів, забитими м'ячами не відзначився.

## Статистика виступів

### У збірній
| Дата       | Місто      | Господарі         | Результат | Гості   | Турнір            | Голи | Примітки |
| ---------- | ---------- | ----------------- | --------- | ------- | ----------------- | ---- | -------- |
| 16/08/1998 | Каунас     | Литва             | 1 – 1     | Молдова | товариський матч  | -    |          |
| 18/11/1998 | Белфаст    | Північна Ірландія | 2 – 2     | Молдова | Відбір до ЧЄ 2000 | -    |          |
| 10/03/1999 | Та-Калі    | Мальта            | 0 – 2     | Молдова | товариський матч  | -    |          |
| 04/06/1999 | Леверкузен | Німеччина         | 6 – 1     | Молдова | Відбір до ЧЄ 2000 | -    |          |
| 14/02/2001 | Герцлія    | Ізраїль           | 1 – 0     | Молдова | товариський матч  | -    |          |
| Усього     |            | Матчів            | 5         |         | Голів             | 0    |          |

## Досягнення
«Ністру» (Атаки)
- Національний дивізіон Молдови
  -  Срібний призер (1): 2001/02
  -  Бронзовий призер (1): 2002/03

- Кубок Молдови
  -  Фіналіст (3): 1996/97, 2001/02, 2002/03

«Шериф»
- Національний дивізіон Молдови
  -  Срібний призер (1): 1999/00

- Кубок Молдови
  -  Володар (1): 1999